# Жуков, Иван Ефремович
Иван Ефремович Жуков (16 июня 1899, Мамадыш, Казанская губерния, Российская империя — ноябрь 1952, Москва, РСФСР) — советский деятель органов государственной безопасности, начальник УНКВД по Киргизской АССР (1934—1936).

## Биография
Родился в семье торговца. Член РКП(б) с ноября 1919 г. (в августе 1941 г. был исключен из рядов ВКП(б), в ноябре 1943 г. восстановлен в партии, без перерыва партийного стажа). В 1914 г. окончил высшее начальное училище в г. Мамадыше, в 1940—1941 гг. учился в двухгодичном университете марксизма-ленинизма при Московском городском комитете ВКП(б).
В 1914—1915 гг. — ученик телеграфиста почтово-телеграфной конторы в г. Мамадыше, затем телеграфист почтово-телеграфной конторы в селе Соколки Мамадышского уезда Казанской губернии. С 1916 г. вольнонаемный чиновник 6-го разряда — телеграфист почтово-телеграфной конторы в г. Казани, с 1917 г. — телеграфист почтово-телеграфной конторы в г. Уфе. В 1918—1919 гг. — секретарь Уфимской окружной конторы Наркомата почт и телеграфов РСФСР.
С апреля 1919 г. на службе в РККА: телеграфист 26-й стрелковой дивизии 5-й армии, с сентября 1919 г. военком почтовой конторы литеры «С» при штабе 5-й армии (Восточный фронт).
В органах госбезопасности с ноября 1919 г.:
- 1919—1920 гг. — помощник начальника военно-цензурного управления ОО 5-й армии,
- 1920—1921 гг. — начальник военно-цензурного управления ОО 5-й армии (Восточный фронт),
- 1921—1922 гг. — начальник стола личного состава ОО 5-й армии, начальник организационного отдела и помощник начальника АОУ ОО 5-й армии (одновременно ответственный член Иркутского губернского ревтрибунала),
- март-октябрь 1922 г. — начальник АОЧ Амурского губотдела ГПУ, октябрь-ноябрь 1922 г. — старший инспектор АОЧ Амурского губотдела ГПУ,
- 1922—1923 гг. — начальник АОЧ ПП ГПУ по Дальневосточной области, затем начальник административного отдела Амурского губотдела ГПУ.

С октября 1924 г. состоял в резерве назначения Приморского губотдела ОГПУ, с ноября 1924 г. — начальник АОЧ Забайкальского губотдела ОГПУ, с февраля 1926 г. — начальник ОАЧ Читинского окротдела ОГПУ. В 1926—1928 гг. — начальник СО, и (с апреля 1927 г.) по совместительству — помощник начальника Курского губотдела ОГПУ. С июля 1928 г. — начальник Курского окротдела ОГПУ и ОО ОГПУ 55-й стрелковой дивизии, одновременно (с ноября 1928 г.) старший оперативный начальник органов ОГПУ на территории Курского округа.
- 1929—1931 гг. — начальник Самарского окротдела/оперсектора ОГПУ, и по совместительству: в 1929—1930 гг. — заместитель начальника ИНФО ПП ОГПУ по СВК (по Самарскому округу),
- 1930—1932 гг. — помощник начальника СОУ ПП ОГПУ по СВК, в 1931—1932 гг. — начальник СПО ПП ОГПУ по СВК,
- 1932—1933 гг. — помощник полпреда ОГПУ по СВК,
- 1933—1934 гг. — начальник СПО ПП ОГПУ по Средней Азии, июль-ноябрь 1934 г. — начальник СПО УГБ УНКВД по Средней Азии,
- 1934—1936 гг. — начальник УНКВД по Киргизской АССР, затем находился в распоряжении НКВД СССР.

С мая 1936 г. — начальник ДТО ГУГБ НКВД Московско-Киевской железной дороги (г. Калуга), с декабря 1936 г. — начальник УРКМ УНКВД и помощник начальника УНКВД по Куйбышевской области (по милиции), одновременно состоял в действующем резерве ГУГБ НКВД СССР.
В 1938—1939 гг. — начальник ГАИ ГУРКМ НКВД СССР. В ноябре 1939 г. был уволен «за невозможностью использования на работе в ГУГБ НКВД СССР».
С ноября 1940 г. — начальник Центрального управления ВОХР Наркомата речного флота СССР, в августе 1941 г. выехал из Москвы в г. Куйбышев, в 1941—1944 гг. — начальник юридического отдела Средне-Волжского речного пароходства, в дальнейшем пенсионер, проживал в г. Москве.
Майор государственной безопасности (1935).

## Награды и звания
2 знака «Почетный работник ВЧК — ГПУ» (1931, 1934).